# جزیره بقا
جزیره بقا (به انگلیسی: Survival Island) فیلمی محصول سال ۲۰۰۶ و به کارگردانی استوارات رافیل است. در این فیلم بازیگرانی همچون بیلی زین، کلی بروک و خوان پابلو دی پاس ایفای نقش کرده‌اند.